# Захватчики земли
«Захватчики земли» (англ. Land Raiders) — американский вестерн 1969 года, снятый Натаном Юраном.

## Сюжет
Фильм рассказывает о двух братьях, враждующих из-за земельных участков. Помимо борьбы за землю им приходится вести войну с индейцами.

## В ролях
| Актёр            | Роль               |
| ---------------- | ------------------ |
| Телли Савалас    | Винс Карден        |
| Джордж Махарис   | Пол Карденас       |
| Арлин Дал        | Марта Карден       |
| Джаннет Лэндгард | Кейт Мэйфиелд      |
| Гай Рольф        | майор Таннер       |
| Пол Пицерни      | Карни / Артуро     |
| Фил Браун        | шериф Джон Мэйфилд |
| Джордж Кулурис   | Карденас           |
| Жослин Лэйн      | Луиза Рохас        |
| Фернандо Рей     | священник          |